# Hervé Mouiel
Hervé Mouiel, dit Tonton, né le 6 novembre 1949 et décédé le 18 février 2010, était un champion de bridge français.

## Palmarès
- Champion du monde par équipes (Coupe des Bermudes) en 1997 (Hammamet) ;
- Deux Olympiades mondiales par équipes, en 1992 (Salsomaggiore) et 1996 (Rhodes) ;
- Champion d'Europe par équipes en 1983 (Wiesbaden) ;
- Championnat par équipes du MEC en 1985 (Bordeaux) et 1991 (Voliuagmeni) ;
- Médaille d'argent aux olympiades mondiales par équipes en 1984 (Seattle) ;
- Vice-champion d'Europe par paires mixtes en 2005 (Tenerife, avec Sylvie Willard) ;
- 3e des championnats du monde par équipes (Coupe des Bermudes) en 1983 (Stockholm) ;
- 3e des championnats par équipes du MEC en 1987 (Fauquemont) ;
- Capitaine de l’Équipe de France Juniors championne d’Europe en 2009.

## Vie privée
Il abandonne ses études de médecine en 3e année pour se consacrer au bridge. Il devient ainsi un joueur professionnel de bridge et de rami. Célibataire, il aime jouer avec les enfants de ses amis Willard et Bessis, ce qui lui vaut le surnom de tonton.
Il se marie en 1994 avec Isabelle, et gagne sa vie en faisant notamment des cours de bridge.
Il est le père du joueur de volley Jérémie Mouiel.